# فرودگاه دیاویک
فرودگاه دیاویک (به انگلیسی: Diavik Airport) یک فرودگاه خصوصی است که یک باند فرود شن دارد و طول باند آن ۱۵۹۵ متر است. این فرودگاه در کشور کانادا قرار دارد و در ارتفاع ۴۳۲ متری از سطح دریا واقع شده‌است.